# Кикайгасима
Кикайга́сима (яп. 鬼界ヶ島, остров Кика́й) — один из островов Амами, входящих в архипелаг Нансэй.

## История
На Кикайгасиму в 1177 году после неудачного сисигатанского восстания сослали монаха Сюнкана, Тайра но Ясуёри и Фудзивара но Нарицунэ. В то время остров принадлежал провинции Сацума.

В Хэйкэ-моногатари говорится (перевод Ирины Львовой):
Без особой нужды туда и корабли-то не посылают. Людей на острове мало. Цвет кожи у них чёрный, точно у буйволов, тело обросло шерстью, и речи их непонятны. Мужчины не носят шапки, женщины не убирают волос в причёску. Неведома им одежда, оттого и на людей они не похожи. Главный их промысел — убийство всяческих живых тварей, ибо на острове нет растений, годных для пропитания. Они не возделывают поля, оттого и нет у них риса, в садах не сажают деревья тута, оттого и нет у них шёлка и других тканей. Посреди острова высятся горы, вечно пылает там неугасимое пламя. В изобилии находят там вещество, именуемое серой, оттого и зовётся этот остров ещё и другим названием — Иодзима, Сернистый остров
В 1178 году Ясуёри и Нарицунэ были прощены и вернулись в столицу. Сюкану прощение даровано не было, и он жил на острове в одиночестве до самой смерти.
Современное местоположение острова Кикай достоверно неизвестно, однако считается, что это один из нижеперечисленных островов:
- Иодзима (Кагосима): здесь в 1995 установили бронзовую статую Сюкана.
- Кикай (Кагосима): имеются могила и статуя Сюкана. Согласно антропологу Судзуки Хисаси, исследовавшему могилу, найденные в могиле кости принадлежат черепу благородного человека, прибывшего на остров издалека.
- Иодзима (Нагасаки): имеется могила Сюкана.